# Bitumen

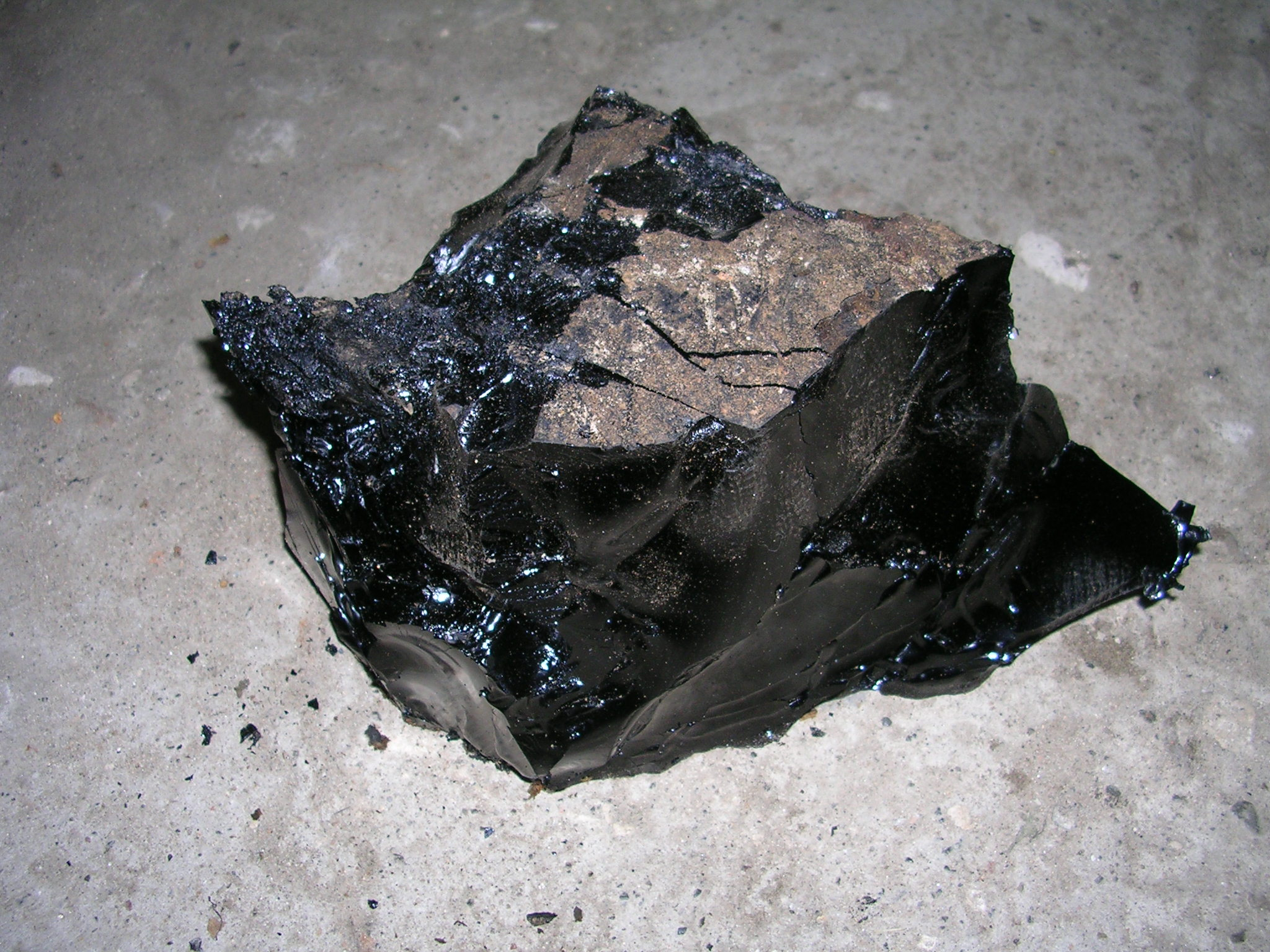
Raffinerad bitumen

Bitumen (betoningen ligger på andra stavelsen [bitu´men]) är ett bindemedel bestående av kolväten. Det framställs ur petroleum och benämns i vissa fall populärt asfalt. Det används som bindemedel i ytbeläggning för körbara ytor (asfaltbetong), och som ytlager på takpapp och vissa isoleringsmaterial.
Bitumen är även benämningen på naturligt förekommande tjockare petroleumsammansättningar. De som i naturligt tillstånd är knådbara brukar annars kallas ozokerit eller jordvax, de som är fasta men möjliga att skära med kniv kallas jordbeck, medan de spröda fasta varianterna kallas asfalt eller asfaltit.
Av bitumen impregnerade bergarter kallas bituminösa. Exempel på bituminösa skiffrar är alunskiffer och brandskiffer, av bituminös kalksten orsten, bituminös stenkol bituminit.
Vid raffinering av råolja är bitumen det tyngsta användbara ämne som återstår efter processen. Bitumen består således av en mängd olika molekyler med hög kokpunkt. Vissa råoljor är dock för lätta för att kunna innehålla något bitumen. En bra råolja för framställning av bitumen kommer från trakterna runt Venezuela, så kallat Laguna eller Boscan. Laguna har varit dominerande under flera decennier i Sverige. De senaste åren har dock tillgången varierat.
Konsistensen hos bitumen varierar med temperaturen och under vilken tid belastningen tillåts verka. Vid höga temperaturer, typiskt över 120 grader, är de flesta bitumen som används i Sverige i flytande form. I rumstemperatur är bitumen hårt medan det vid låga vintertemperaturer i det närmaste saknar flytande förmåga och är både hårt och elastiskt. Analogt är bitumen mjukt vid långsamma belastningar såsom vid årstidsbundna rörelser i marken, och styvt vid snabba belastningar såsom vid överfarter av fordon. För att beskriva bitumens egenskaper med avseende på konsistens används teorier inom reologi.
I varma länder/vägar med hög trafik används bitumen som är hårdare eftersom värmen och belastningen annars trycker undan beläggningen och gör vägen spårig. I kalla länder/vägar med lite trafik används bitumen som är mjukare, eftersom vägen annars riskerar att spricka sönder när underliggande lager rör på sig, antingen på grund av tjäle eller för att vägens underbyggnad inte är lika djup som för en högtrafikerad väg.

## Funktion
I de flesta tillämpningar tillvaratas bitumens förmåga som bindemedel, men även dess täthet utnyttjas i tätskikt på tak, broar, parkeringsdäck och dammar. Funktionen som bindemedel i asfalt är vanligast. För att säkerställa funktionen hos bitumen måste egenskaper inom följande områden kontrolleras (uppräknade i ordning med sjunkande temperatur):
- Konsistens
- Vidhäftning
- Beständighet

Vid användning som bindemedel i asfalt måste bitumen fungera under följande förutsättningar:
- Blandning med stenmaterial, inklusive partiklar (homogen blandning)
- Läggning (asfalten ska vara formbar - arbetbar)
- Packning (asfalten ska kunna knådas och packas)
- I trafik vid ovanligt höga temperaturer (motverka spårbildning)
- I trafik vid normala temperaturer (motverka skador generellt)
- I trafik vid ovanligt låga temperaturer (motverka sprickbildning)

Sammantaget ger ovanstående att stora krav ställs på bitumen. Bitumen har också visat sig mycket lämpligt att klara de krav som ställs på ett bindemedel i vägar. Förutom cement finns inga alternativ till rimlig kostnad, även om forskning pågår kring att finna icke petroleumbaserade bindemedel för asfalt.

## Provningsmetoder och specifikationer
En mängd provningsmetoder för bitumen finns. Först beskrivs några äldre metoder.
- Penetrationstest används för att klassa bitumen med avseende på konsistens vid 25 grader. Testet innebär att en nål med vikt om 100 gram tillåts sjunka ner genom bitumenet varpå nedsjunkningen rapporteras i tiondels millimeter. Ju högre penetration, desto mjukare konsistens. Vanliga klasser i Sverige är 50/70, 70/100, 100/150, 160/220 och 330/430, där penetrationen ska hålla sig inom det angivna spannet.
- Mjukpunkt kula och ring innebär att en stålkula läggs på en bitumenfilm som därefter värms upp. Vid en viss temperatur sjunker kulan genom filmen en given sträcka. Temperaturen rapporteras. Måttet har erfarenhetsmässigt kunnat kopplas till undvikandet av spårbildning vid höga temperaturer.
- Viskositet vid 135 grader bestämd genom flöde i glasrör är viktig för att bedöma bindemedlets egenskaper vid blandning och läggning.

Ett annat exempel på viktig provningsmetod är ämnad att säkerställa att bindemedlet inte åldras. TFOT (Thin Film Oven Test) är ett exempel där bitumenet läggs på fat och lagras vid 163 grader, varpå förändringen i egenskaper mäts.

## Kemisk karakterisering
Den kemiska sammansättningen hos bitumen är mycket komplex och varierar med råoljekälla och framställning. Ännu finns ingen heltäckande konsensus. Ett flertal analysmetoder används för att studera olika aspekter såsom molekylstorlek, atomsammansättning, funktionella grupper hos molekylerna, strukturer och interaktion med ytor. 
Elementaranalyser visar att bitumen till största del består av kol (80-88 %-vikt) och väte (8-12 %-vikt) . Dessutom finns vanligen mindre mängder svavel, kväve och syre (ibid). Även om koncentrationerna är små återfinns de i mer polära funktionella grupper som är mycket viktiga för bitumens egenskaper.
Infraröd spektroskopi (FTIR) används för att studera de funktionella grupperna i bitumen. Karbonyler, det vill säga dubbelbindning kol-syre (C=O), kan exempelvis kopplas till åldring av bitumen där oxidation spelar en avgörande roll. Karbonyler i form av ketoner, anhydrider och karboxylsyror bildas  och leder till starkare mellanmolekylära bindningar och högre viskositet. 
Molekylvikten är typiskt runt 600–1500 g/mol, men molekylvikter upp mot 15 000 g/mol har rapporterats . Molekylvikter i bitumen har länge debatterats och resultaten varierar med analysmetod. En vanlig analysmetod i ovan rapporterade värden är Vapor Pressure Osmometry.

## Reologisk och fysikalisk karakterisering
Densiteten vid 15 grader Celsius varierar i de flesta fall mellan 1,03 och 1,05 ton/m³. Vid transporter hålls bitumen flytande vid en temperatur mellan 140 och 200 grader Celsius.

## Tillsatser
I syfte att påverka eller förbättra egenskaperna hos bitumen används ofta olika tillsatser. Exempel på tillsatser är:
- polymerer och gummi används för att förstyva bitumen vid högre temperaturer för att motverka spårbildning och i viss mån göra det mer elastiskt för att motverka sprickbildning
- vaxer tillsätts för att sänka läggningstemperaturen, främst i syfte att spara energi
- aminer och kalkbaserade filler används för att förbättra vidhäftningen mellan stenmaterial och bitumen